# Ejército de la República de Corea
El Ejército de la República de Corea (en hangul, 대한민국 육군; en hanja, 大韓民國 陸軍; romanización revisada, Daehanminguk Yukkun; McCune-Reischauer, Taehanmin'guk Yukkun) es la mayor de las ramas militares de las fuerzas armadas de Corea del Sur, con 625 000 miembros (2019), esta cantidad se mantiene a través del servicio militar. Los hombres surcoreanos deben completar 22 meses de servicio militar entre la graduación de la escuela secundaria y la edad de 35 años.

## Información general

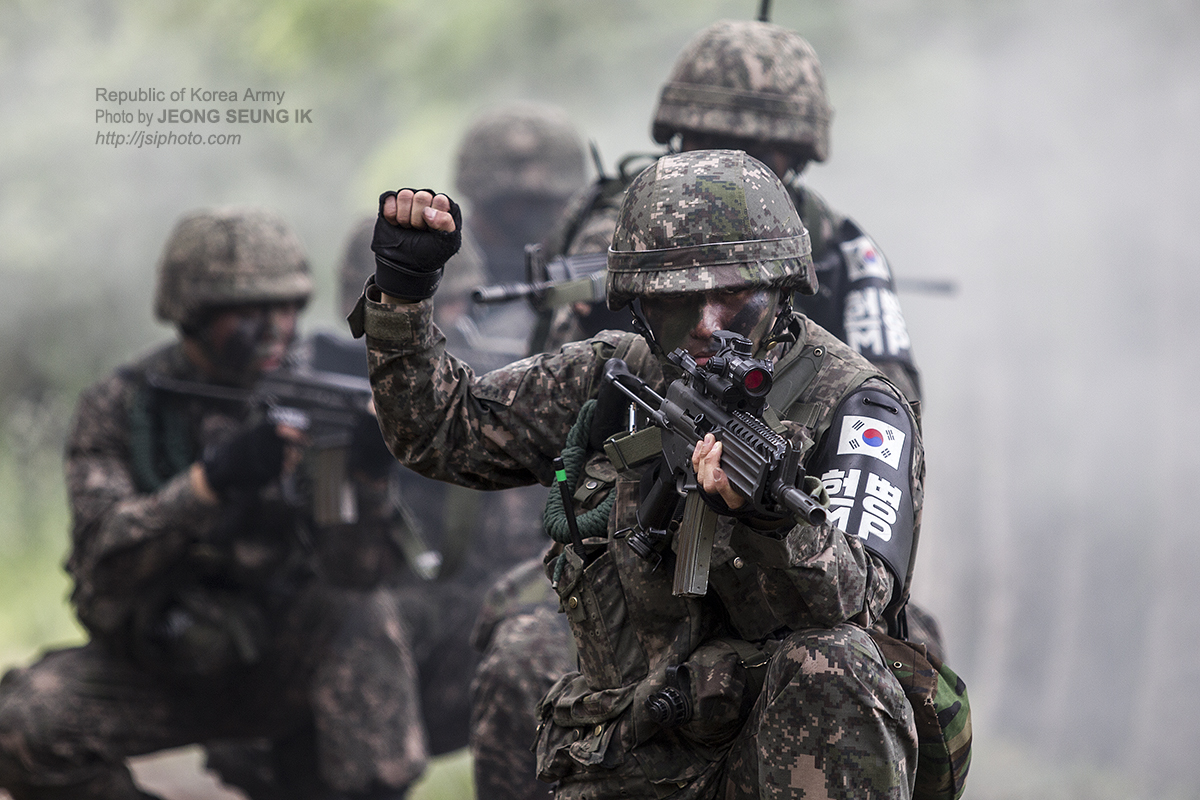
Soldados surcoreanos durante un ejercicio.

El Ejército se ha estructurado para operar tanto en el nativo de terreno montañoso de la península de Corea (70 % de montañas) y en el territorio Norcoreano (que en sus filas cuenta con aprox. millón de soldados), dos tercios de los cuales está permanentemente cercanos a la frontera Surcoreana y a la Zona Desmilitarizada. La actual administración ha iniciado un programa que en las próximas dos décadas dejará un fuerte sistema interno de defensa, por el que Corea del Sur sería capaz de contrarrestar plenamente un ataque de Corea del Norte.
El Ejército de Corea del Sur se organizó anteriormente en tres ejércitos: el Primer Ejército (FROKA), Segundo del Ejército (SROKA), y el Tercer Ejército (TROKA), cada uno con su propio Cuartel General, cuerpos y divisiones. El Tercer Ejército fue responsable de la defensa de la capital, así como la sección occidental de la zona de distensión. El primer Ejército fue responsable de la defensa de la parte oriental de la zona de distensión, mientras que el Segundo Ejército formó la retaguardia.

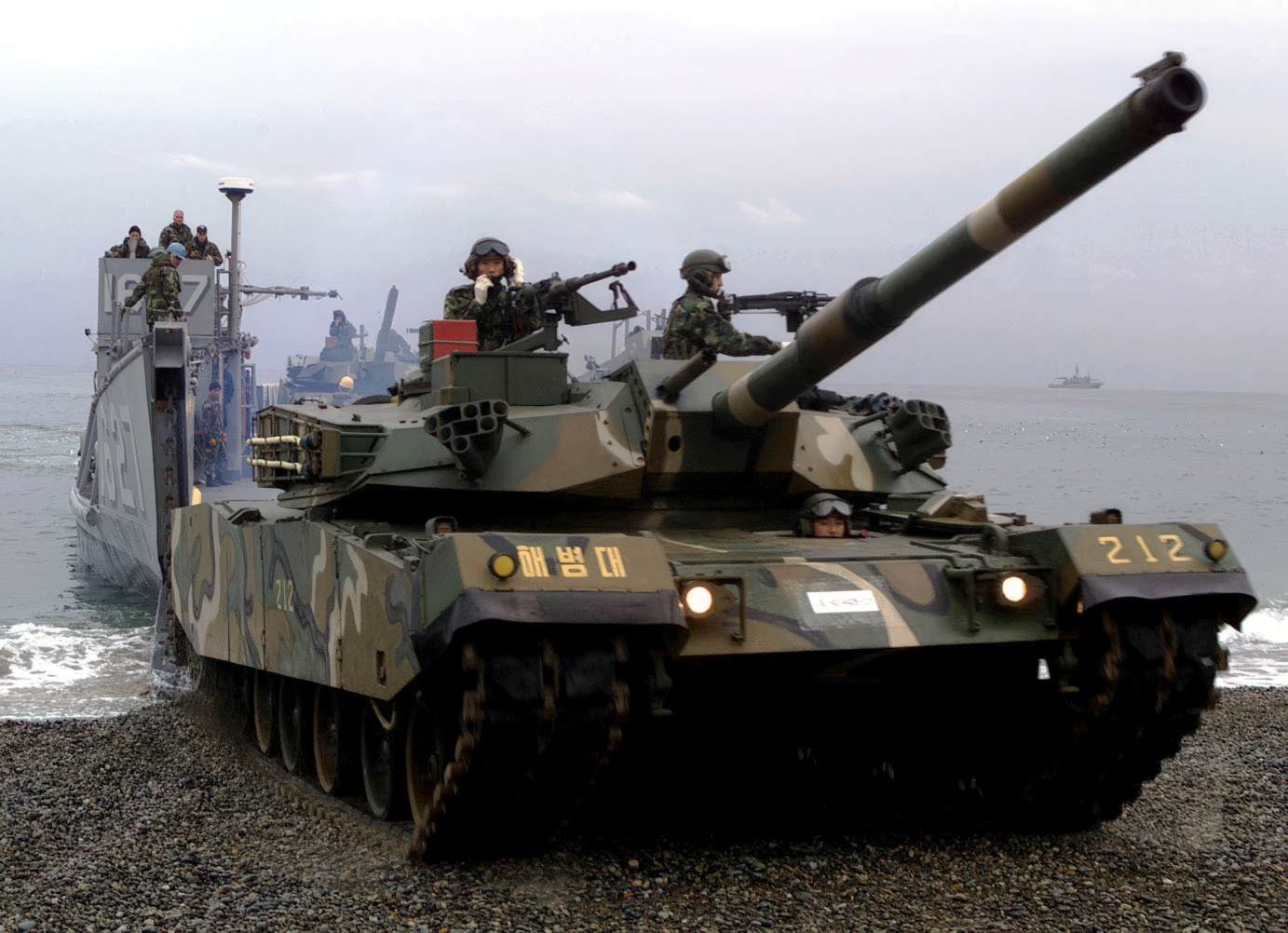
Un tanque K-1 88 durante un ejercicio.

Bajo un plan de reestructuración destinado a reducir el aparataje militar, el 2.º Ejército se convirtió en el Segundo Comando de Operaciones en 2006, y el 1.º y el 3.º ejércitos se combinarán como el Primer Comando de Operaciones en el 2010.

## Comando y Estructura

### Comandancias
- Jefe del Estado Mayor del Ejército de la República de Corea: General Lim Choung-Bin.
- Comandante general, 1.er Ejército de la República de Corea: General Kim Geun-Tae.
- Comandante general, Segundo Comando de Operaciones del Ejército de la República de Corea: General Jo Jae-Toe.
- Comandante general, 3.er Ejército de la República de Corea: General Kim Sang Ki.

### Cuartel General del Ejército de la República de Corea
- Comando de Misiles "ENDLESSNESS" (유도탄사령부 '무극부대').

- Comando de Defensa de la Capital "SHIELD" (수도방위사령부 '방패부대').

- 1.ª Brigada de Defensa Química (1화학전방호여단).
- 122.ª Brigada de Comunicaciones (122통신여단).
- 10º Grupo de Defensa Aérea (10방공단).
- 1113.er Grupo de Ingenieros (1113공병단).

- 52.ª División de Infantería de Defensa Nacional (52향토보병사단).
- 56.ª División de Infantería de Defensa Nacional (56향토보병사단).
- 57.ª División de Infantería de Defensa Nacional (57향토보병사단).
- 60.ª División de Infantería de Reserva (60동원보병사단).
- 71.ª División de Infantería de Reserva (71동원보병사단).

- Comando de Operaciones Especiales "LEON" (특수전사령부 '사자부대').

- 707.º Batallón de Misiones Especiales "TIGRE BLANCO" (707특수임무대대 '백호부대').

- Grupo de Entrenamiento de Operaciones Especiales (특수전교육단).
- 1.ª Brigada de Fuerzas Especiales (Aerotransportada) "AGUILA" (1공수특전여단 '독수리부대').
- 3.ª Brigada de Fuerzas Especiales (Aerotransportada) "FLYING TIGER" (3공수특전여단 '비호부대').
- 5.ª Brigada de Fuerzas Especiales (Aerotransportada) "DRAGON NEGRO" (5공수특전여단 '흑룡부대').
- 7.ª Brigada de Fuerzas Especiales (Aerotransportada) "PEGASUS" (7공수특전여단 '천마부대').
- 9.ª Brigada de Fuerzas Especiales (Aerotransportada) "GHOST" (9공수특전여단 '귀성부대').
- 11.ª Brigada de Fuerzas Especiales (Aerotransportada) "GOLDEN BAT" (11공수특전여단 '황금박쥐부대').
- 13.ª Brigada de Fuerzas Especiales (Aerotransportada) "BLACK PANTHER" (13공수특전여단 '흑표부대).

- Comando de Operaciones de Aviación "PHOENIX" (항공작전사령부 '불사조부대').

- 1.ª Brigada de Aviación (1항공여단).
- 2.ª Brigada de Aviación (2항공여단).

- Comando Logístico del Ejército '"SIETE ESTRELLAS" (육군군수사령부 '칠성대').

- Depósito de Mantenimiento (종합정비창).
- Depósito de Suministro (종합보급창).
- Comando de Apoyo de Municiones (탄약지원사령부).

- Comando de Entrenamiento y Doctrina del Ejército (육군교육사령부).

- Liceo Military Central (학생중앙군사학교).
- Colegio del Ejército (육군대학).
- Colegio Técnico (병과학교).

- Grupo de Desarrollo de Combate del Ejército (육군전투발전단).
- Academia Militar de Corea de Yeong-cheon (육군3사관학교).
- Academia Militar de Corea (육군사관학교).
- Centro de Entrenamiento del Ejército de Corea (KATC) (육군훈련소).

### 1.erEjército de la República de Corea (FROKA) (1야전군)
- 3.ª Brigada Acorazada "LIGHTNING" (3기갑여단 '번개부대').
- 11º Grupo de Artillería de Campo (11야전포병단).
- 12º Grupo de Aviación (12항공단).
- 1107.º Grupo de Ingenieros (1107공병단).
- 1170.º Grupo de Ingenieros (1170공병단).
- 11.ª Brigada de Comunicaciones (11통신여단).

- 11.ª División de Infantería (Mecanizada) "Hwa-rang" (11기계화보병사단 '화랑부대').
- 1.er Comando de Apoyo Logístico (1군수지원사령부).

- II Cuerpo "DOUBLE DRAGONS" (2군단 '쌍용부대').

- 2.ª Brigada de Artillería (2포병여단).
- 2.ª Brigada de Ingenieros (2공병여단).
- 102.º Brigada de Comunicaciones (102통신여단).
- 702.º Regimiento de Asalto Especial (702특공연대).
- 302.º Regimiento de Seguridad (302경비연대).

- 7.ª División de Infantería "SIETE ESTELLAS" (7보병사단 '칠성부대').
- 15.º División de Infantería "VICTORIA" (15보병사단 '승리부대').
- 27.ª División de Infantería "LET'S WIN" (27보병사단 '이기자부대').

- III Cuerpo "MONTANA" (3군단 '산악부대').

- 3.ª Brigada de Artillería (3포병여단).
- 3.ª Brigada de Ingenieros (3공병여단).
- 103.ª Brigada de Comunicaciones (103통신여단).
- 703.er Regimiento de Asalto Especial (703특공연대).
- 303.er Regimiento de Seguridad (303경비연대).

- 2.ª División de Infantería "ANGRY WAVE" (2보병사단 '노도부대').
- 12.ª División de Infantería "EULJI" (12보병사단 '을지부대').
- 21.ª División de Infantería "MONTE BAEKDU" (21보병사단 '백두산부대').

- VIII Cuerpo "DRAGON LEAL DE LA MAR ORIENTAL" (8군단 '동해충용부대').

- 8.ª Brigada de Artillería (8포병여단).
- 102.ª Brigada de Infantería (Mecanizada) "ALBORADA" (102기계화보병여단 '일출부대').

- 22.ª Brigada de Infantería "YULGOK" (22보병사단 '율곡부대').
- 23.ª Brigada de Infantería "IRON WALL" (23보병사단 '철벽부대').

### Segundo Comando de Operaciones de la República de Corea (육군 2작전사령부)
(Formado del 2.º Ejército SROKA).
- 21.er Grupo de Aviación (21항공단).
- 201.er Brigada de Asalto Especial (201특공여단).
- 203.er Brigada de Asalto Especial (203특공여단).
- 1117.º Grupo de Ingenieros (1117공병단).
- 1120.º Grupo de Ingenieros (1120공병단).

- 5.º Comando de Apoyo Logístico (5군수지원사령부).
- 31.ª División de Infantería de Defensa Nacional (31향토보병사단).
- 32.ª División de Infantería de Defensa Nacional (32향토보병사단).
- 35.ª División de Infantería de Defensa Nacional (35향토보병사단).
- 37.ª División de Infantería de Defensa Nacional (37향토보병사단).
- 39.ª División de Infantería de Defensa Nacional (39향토보병사단)
- 50.ª División de Infantería de Defensa Nacional (50향토보병사단)
- 53.ª División de Infantería de Defensa Nacional (53향토보병사단).

### 3.erEjército de la República de Corea (TROKA) (3야전군)
- 1.º Brigada de Artillería de Defensa Aérea (1방공포병여단).
- 1101.er Grupo de Ingenieros (1101공병단).
- 1173.er Grupo de Ingenieros (1173공병단).
- 1175.º Grupo de Ingenieros (1175공병단).

- 2.º Comando de Apoyo Logístico (2군수지원사령부).

- 5.ª Unidad de Suministro (5보급대).

- 3.er Comando de Apoyo Logístico (3군수지원사령부).

- Cuerpo Capital "DEVOCION" (수도군단 '충의부대').

- Brigada de Artillería Capital (수도포병여단).
- 100.º Brigada de Comunicaciones (100통신여단).
- 700.º Regimiento de Asalto Especial (700특공연대).

- 17.ª División de Infantería "LIGHTNING" (17보병사단 '번개부대').

- I Cuerpo "GWANGGAETO" (1군단 '광개토부대').

- 2.ª Brigada Acorazada "LEALTAD" (2기갑여단 '충성부대').
- 1.ª Brigada de Ingenieros (1공병여단).
- 101.er Brigada de Comunicaciones (101통신여단).
- 11º Grupo de Aviación (11항공단).
- 701.er Regimiento de Asalto Especial (701특공연대).
- 301.er Regimiento de Seguridad (301경비연대).

- 1.er Brigada de Artillería (1포병여단).

- 2º Grupo de Artillería de Campo (2야전포병단).
- 3º Grupo de Artillería de Campo (3야전포병단).
- 7º Grupo de Artillería de Campo (7야전포병단).

- 1.ª División de Infantería "AVANCE" (1보병사단 '전진부대').

- 11º Regimiento de Infantería (11보병연대(GOP)).
- 12º Regimiento de Infantería (12보병연대(GOP)).
- 15º Regimiento de Infantería (15보병연대).

- 9.ª División de Infantería "CABALLO BLANCO" (9보병사단 '백마부대').

- 28.º Regimiento de Infantería (28보병연대).
- 29.º Regimiento de Infantería (29보병연대).
- 30.º Regimiento de Infantería (30보병연대).

- 25.ª División de Infantería "FLYING DRAGON" (25보병사단 '비룡부대').

- 70.º Regimiento de Infantería (70보병연대).
- 71.er Regimiento de Infantería (71보병연대).
- 72.º Regimiento de Infantería (72보병연대).

- 30.ª División de Infantería (Mecanizada) "CERTAIN VICTORY" (30기계화보병사단 '필승부대').

- 90.ª Brigada de Infantería (Mecanizada) (90기계화보병여단).
- 91.ª Brigada de Infantería (Mecanizada) (91기계화보병여단).
- 92.ª Brigada de Infantería (Mecanizada) (92기계화보병여단).

- 71.ª División de Infantería de Reserva "OLIMPICO" (72동원보병사단'올림픽부대').

- V Cuerpo "VICTORIOSA" (5군단 '승진부대').

- 1.ª Brigada de Infantería "BLITZKRIEG" (1기갑여단 '전격부대').
- 5.ª Brigada de Ingenieros (5공병여단).
- 105.ª Brigada de Comunicaciones (105통신여단).
- 15º Grupo de Aviación (15항공단).
- 705.º Regimiento de Asalto Especial (705특공연대).
- 305.º Regimiento de Seguridad (305경비연대).

- 5.ª Brigada de Artillería (5포병여단 '승진포병부대').

- 1.er Grupo de Artillería de Campo (1야전포병단).
- 5º Grupo de Artillería de Campo (5야전포병단).
- 8º Grupo de Artillería Movilizada (8동원포병단).

- 3.ª División de Infantería "SKELETON" (3보병사단 '백골부대').
- 6.ª División de Infantería "BLUE STAR" (6보병사단 '청성부대').

- 2º Regimiento de Infantería (2보병연대(GOP)).
- 7º Regimiento de Infantería (7보병연대(GOP)).
- 19º Regimiento de Infantería (19보병연대).

- 8.ª División de Infantería "TUMBLER" (8보병사단 '오뚜기부대') (Mecanizada desde 2010)

- VI Cuerpo "AVANCE" (6군단 '진군부대').

- 5.ª Brigada Acorazada "IRON STORM" (5기갑여단 '철풍부대').
- 6.ª Brigada de Ingenieros (6공병여단).
- 106.ª Brigada de Comunicaciones (106통신여단).
- 16º Grupo de Aviación (16항공단).
- 706º Regimiento de Asalto Especial (706특공연대).
- 306º Regimiento de Seguridad (306경비연대).

- 6.ª Brigada de Artillería (6포병여단).

- 6º Grupo de Artillería de Campo (6야전포병단).
- 9º Grupo de Artillería de Campo (9야전포병단).

- 5.ª División de Infantería "KEY" (5보병사단 '열쇠부대').
- 26.ª División de Infantería (Mecanizada) "GROUP OF FIRES" (26기계화보병사단 '불무리부대').
- 28.ª División de Infantería "INVINCIBLE TYPHOON" (28보병사단 '무적태풍부대').

- VII Cuerpo "VANGUADIA DEL AVANCE AL NORTE" (7군단 '북진선봉부대').

- 7.ª Brigada de Artillería (7포병여단).
- 7.ª Brigada de Ingenieros (7공병여단).
- 107.ª Brigada de Comunicaciones (107통신여단).
- 17º Grupo de Aviación (17항공단).
- 7.ª Unidad de Asalto (7강습대).

- División de Infantería Mecanizada Capital "DIVISION DEL TIGRE" (수도기계화보병사단 '맹호사단').
- 20.ª División de Infantería (Mecanizada) "DECISIVE BATTLE" (20기계화보병사단 '결전부대').

## Equipamiento

### Armamento
| Nombre                      | Tipo                               | Detalles                                                                              |
| --------------------------- | ---------------------------------- | ------------------------------------------------------------------------------------- |
| Daewoo K5 / DP51            | Pistola semiautomática             | En servicio desde 1989.                                                               |
| Beretta 92FS                | Pistola semiautomática             |                                                                                       |
| IMI/IWI Jericho 941         | Pistola semiautomática             |                                                                                       |
| Heckler & Koch USP          | Pistola semiautomática             | Modelo Tactical.                                                                      |
| Glock                       | Pistola semiautomática             | Modelo 17 y Modelo 22.                                                                |
| Heckler & Koch MP5          | Subfusil                           | Utilizado en operaciones nocturnas, cortas distancias, rescate de rehenes y escoltas. |
| Daewoo Telecom K7           | Subfusil                           |                                                                                       |
| MAC-11                      | Subfusil                           |                                                                                       |
| Colt M4A1                   | Fusil de asalto                    |                                                                                       |
| Heckler & Koch HK416        | Fusil de asalto                    |                                                                                       |
| Daewoo K1 / K1A             | Fusil de asalto                    | Carabina de Asalto.                                                                   |
| Daewoo K2                   | Fusil de asalto                    |                                                                                       |
| S&T Daewoo K11 / K11 DAW    | Fusil de asalto                    |                                                                                       |
| Colt M16A1                  | Fusil de asalto                    | Para uso exclusivo de la reserva.                                                     |
| Mossberg 500 MILLS          | Escopeta                           |                                                                                       |
| Remington 870               | Escopeta                           |                                                                                       |
| Benelli M4 M1014            | Escopeta                           |                                                                                       |
| Daewoo USAS-12              | Escopeta                           |                                                                                       |
| Daewoo K3                   | Ametralladora ligera               |                                                                                       |
| Ametralladora S&T Motiv K12 | Ametralladora de propósito general |                                                                                       |
| Ametralladora M60D          | Ametralladora de propósito general |                                                                                       |
| Daewoo K6                   | Ametralladora pesada               | Montada en vehículos y trípodes.                                                      |
| Heckler & Koch PSG1         | Fusil de francotirador             |                                                                                       |
| Heckler & Koch MSG90        | Fusil de francotirador             |                                                                                       |
| Steyr SSG 69                | Fusil de francotirador             |                                                                                       |
| SIG Sauer SSG 3000          | Fusil de francotirador             |                                                                                       |
| Accuracy International AWM  | Fusil de francotirador             |                                                                                       |
| Daewoo K14                  | Fusil de francotirador             |                                                                                       |